# Carlos Valderrama
Carlos Alberto Valderrama Palacio (n. 2 septembrie 1961, Santa Marta, Columbia) cunoscut și drept Carlos „El Pibe” Valderrama sau doar „El Pibe” Valderrama este un fost fotbalist columbian. Era ușor de recunoscut de spectatori datorită părului blond și creț. Valderrama a fost căpitanul Columbiei în anii '90 la campionatele mondiale din 1990, 1994 și 1998. Între 1985 și 1998 a reprezentat Columbia în 111 meciuri și a marcat 11 goluri, devenind astfel cel mai selecționat jucător din istoria acelei țări. Este adesea numit ca fiind cel mai bun jucător din istoria Columbiei. A fost cel mai faimos jucător din echipa columbiană în care mai jucau Rene Higuita, Faustino Asprilla, Freddy Rincon, Adolfo Valencia sau Leonel Alvarez.